# Danė
Akmena-Danė , nebo také Dangė, je řeka na západě Litvy (Klaipėdský kraj), v Žemaitsku, v okresech Kretinga a Klaipėda. Je dlouhá 62,5 km. Povodí má rozlohu 580,2 km². Pramení u vsi Mažieji Žalimai, protéká okresem Kretinga, městem Kretinga, okresem Klaipėda a v Klaipėdě se vlévá do Kurského zálivu, 3 km od jeho ústí do Baltského moře.
Od pramene až k hranici okresu Klaipėda, která prochází po jižním okraji jižní městské čtvrti Kretingy „Bajorai“ se řeka jmenuje Akmena, od této hranice až k ústí se jmenuje Danė (úřední název), dříve (do roku 1984 pouze) také Dangė. Poprvé byla tato řeka zmíněna 29. července 1252 ve smlouvě mezi vedením Livonského řádu a kuršským biskupem Heinrichem (viz Historie města Klaipėdy) o stavbě Klaipėdského hradu, zde je pojmenována Dange (r. 1253 – Danghe, r. 1290 – Dange).
Mezi 55–57 km a v Klaipėdě je řeka zregulována. Střední tok prochází erozním údolím, je tu mnoho balvanitých peřejí. Pod Kretingou teče širokým údolím. Průměrná šířka údolí je 400–500 m, výška strání je 5–10 m. Šíře koryta v horním a středním toku průměrně 5–18 m, v dolním toku do 40 m. Hloubka 0,3–1,3 m, v Klaipėdě 5–7 m. Průměrný spád je 88 cm/km, v dolním toku (posledních 15 km) 7 cm/km. Rychlost proudu je 0,1–0,2 m/s. Průtok u ústí: max. 90, min. 0,7 m3/s. Jarní povodňové zvýšení hladiny: v horním toku do +3 m, u Klaipėdy do 1,7 m.
Má se za to, že název kuršského původu Dangė vznikl od toho, že řeka u Klaipėdy tvoří ostrý „roh/úhel“. O původu názvu horního toku – Akmena – sledujte v rozcestníku Akmena.

## Přítoky

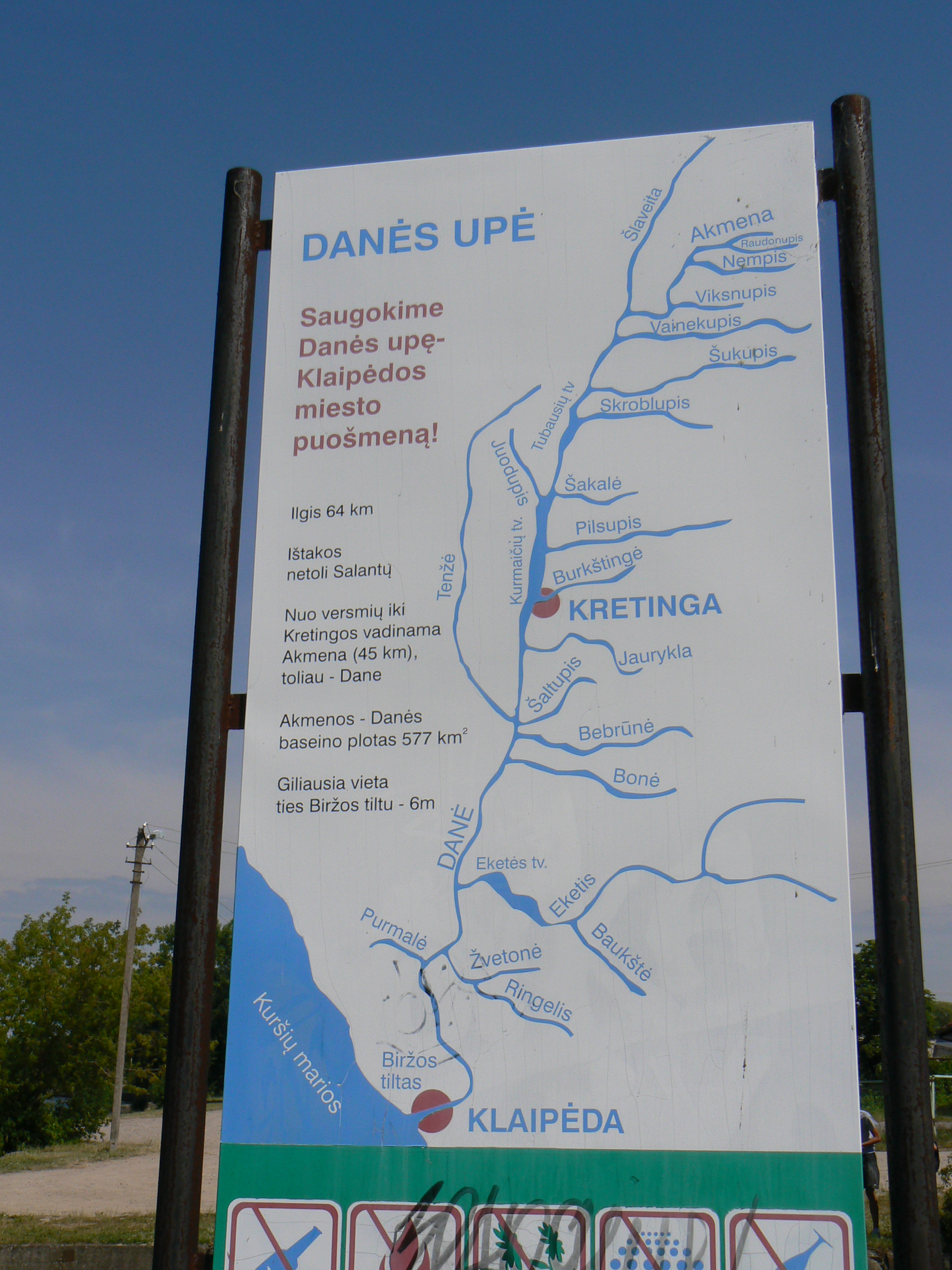
Schéma přítoků Danė na levém břehu řeky 100 m proti proudu od mostu Biržos tiltas v Klaipėdě

- Levé:

| Hydrologické pořadí | Řeka                                  | Délka (km) | Povodí (km²) | Vzdálenost od ústí (km) | Ústí kde    | Koordináty ústí                  |
| ------------------- | ------------------------------------- | ---------- | ------------ | ----------------------- | ----------- | -------------------------------- |
| 20010420            | Raudonupis                            | 6,6        | 6,3          | 59,2                    |             | 56°2′12″ s. š., 21°24′37″ v. d.  |
| 20010440            | Varupis neboli Šakė                   | 8,5        | 10,1         | 56,2                    | Akmenalės   | 56°1′49″ s. š., 21°22′52″ v. d.  |
| 20010450            | Vinkšnupis                            | 8,3        | 9,0          | 53,8                    | Vaineikiai  | 56°0′50″ s. š., 21°22′7″ v. d.   |
| 20010470            | Vainekupis                            | 12,7       | 15,8         | 48,0                    | Kašučiai    | 56°0′7″ s. š., 21°19′8″ v. d.    |
| 20010480            | Šukupis                               | 17,0       | 30,1         | 45,6                    | Žiogeliai   | 55°59′10″ s. š., 21°18′19″ v. d. |
| 20010510            | Skroblupis                            | 12,9       | 30,1         | 42,8                    | Genčiai     | 55°58′14″ s. š., 21°17′21″ v. d. |
| 20010520            | Pilsupis                              | 9,7        | 13,3         | 38,4                    | Kurmaičiai  | 55°56′22″ s. š., 21°15′55″ v. d. |
| 20010540            | Burkštinas                            | 11,4       | 36,6         | 35,1                    | Padvariai   | 55°54′58″ s. š., 21°15′5″ v. d.  |
| 20010550            | A – 1                                 | 5,0        | 7,1          | 33,2                    | Kretinga    | 55°54′3″ s. š., 21°14′48″ v. d.  |
| 20010560            | Dopultis neboli Dupultis, Rastaunykas | 4,8        | 4,4          | 32,0                    | Kretinga    | 55°53′36″ s. š., 21°14′28″ v. d. |
| 20010570            | Jaurykla                              | 12,2       | 17,0         | 30,4                    | Kretinga    | 55°52′52″ s. š., 21°14′8″ v. d.  |
| 20010590            | Degalas                               | 8,7        | 12,6         | 25,6                    | Egliškiai   | 55°51′0″ s. š., 21°13′14″ v. d.  |
| 20010610            | Babrūnė                               | 14,2       | 21,3         | 25,0                    | Šlikiai     | 55°50′41″ s. š., 21°13′8″ v. d.  |
| 20010620            | Bonė                                  | 7,6        | 20,3         | 23,1                    | Vitiniai    | 55°50′6″ s. š., 21°12′37″ v. d.  |
| 20010630            | Eketė                                 | 23,1       | 96,3         | 16,2                    | Laukžemiai  | 55°47′33″ s. š., 21°10′18″ v. d. |
| 20010660            | Ringelis                              | 6,3        | 15,0         | 12,3                    | Tauralaukis | 55°46′4″ s. š., 21°8′56″ v. d.   |

- Pravé:

| Hydrologické pořadí | Řeka       | Délka (km) | Povodí (km²) | Vzdálenost od ústí (km) | Ústí kde   | Koordináty ústí                  |
| ------------------- | ---------- | ---------- | ------------ | ----------------------- | ---------- | -------------------------------- |
| 20010430            | Ąžuolupis  | 3,0        | 7,2          | 56,7                    | Akmenalės  | 56°2′4″ s. š., 21°23′7″ v. d.    |
| 20010460            | Šlaveita   | 12,7       | 58,5         | 50,0                    | Vaineikiai | 56°0′52″ s. š., 21°19′53″ v. d.  |
| 20010490            | Kunigupis  | 3,2        | 3,1          | 43,5                    | Genčiai    | 55°58′32″ s. š., 21°17′3″ v. d.  |
|                     | Paulikupis |            |              |                         | Tūbausiai  | 55°58′3″ s. š., 21°16′49″ v. d.  |
| 20010530            | Juodupis   | 5,0        | 6,4          | 38,0                    | Kurmaičiai | 55°56′25″ s. š., 21°15′28″ v. d. |
| 20010580            | Tenžė      | 20,7       | 54,9         | 27,1                    | Egliškiai  | 55°51′26″ s. š., 21°12′59″ v. d. |
| 20010650            | Dūmešis    | 9,0        | 10,1         | 15,8                    | Kalotė     | 55°47′24″ s. š., 21°10′4″ v. d.  |
|                     | Purmalė    | 3          |              | 11,4                    | Purmaliai  | 55°46′11″ s. š., 21°8′26″ v. d.  |

## Obce na březích

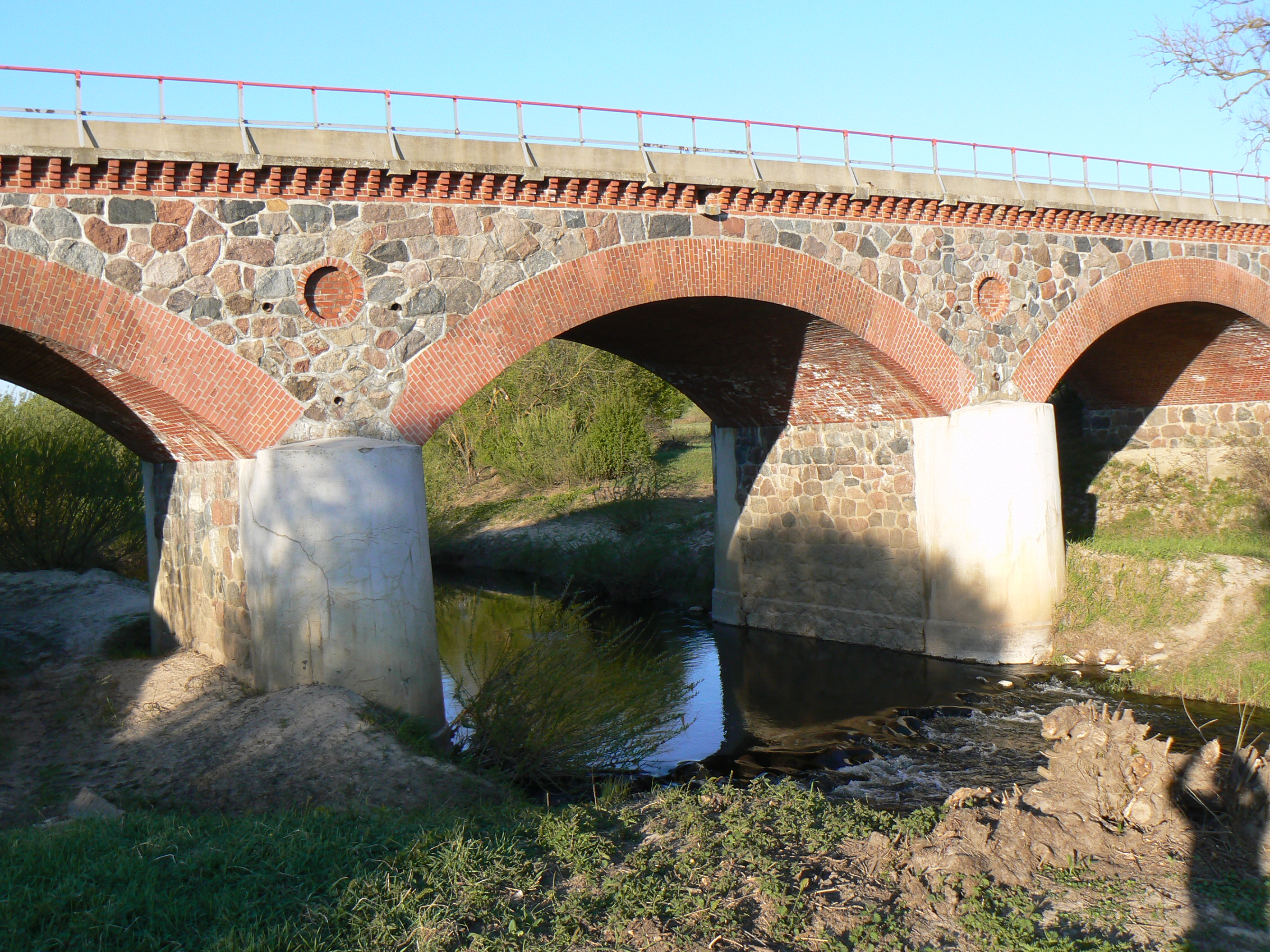
Most přes řeku Danė u Kretingalė směrem na Plikiai, postavený roku 1880

- Mažieji Žalimai
- Knėžai
- Akmenalės
- Rubiniškė
- Darataičiai
- Vaineikiai
- Kašučiai
- Užparkasai
- Žiogeliai
- Genčiai
- Tūbausiai
- Kurmaičiai
- Tinteliai
- Padvariai
- Kretinga
- Bajorai
- Egliškiai
- Šlikiai
- Vitiniai
- Kretingalė
- Stančiai
- Pipirai
- Paupuliai
- Pipirai
- Gvildžiai
- Purmaliai
- Tauralaukis
- Klaipėda

## Další objekty
Na řece jsou 4 vodní nádrže:

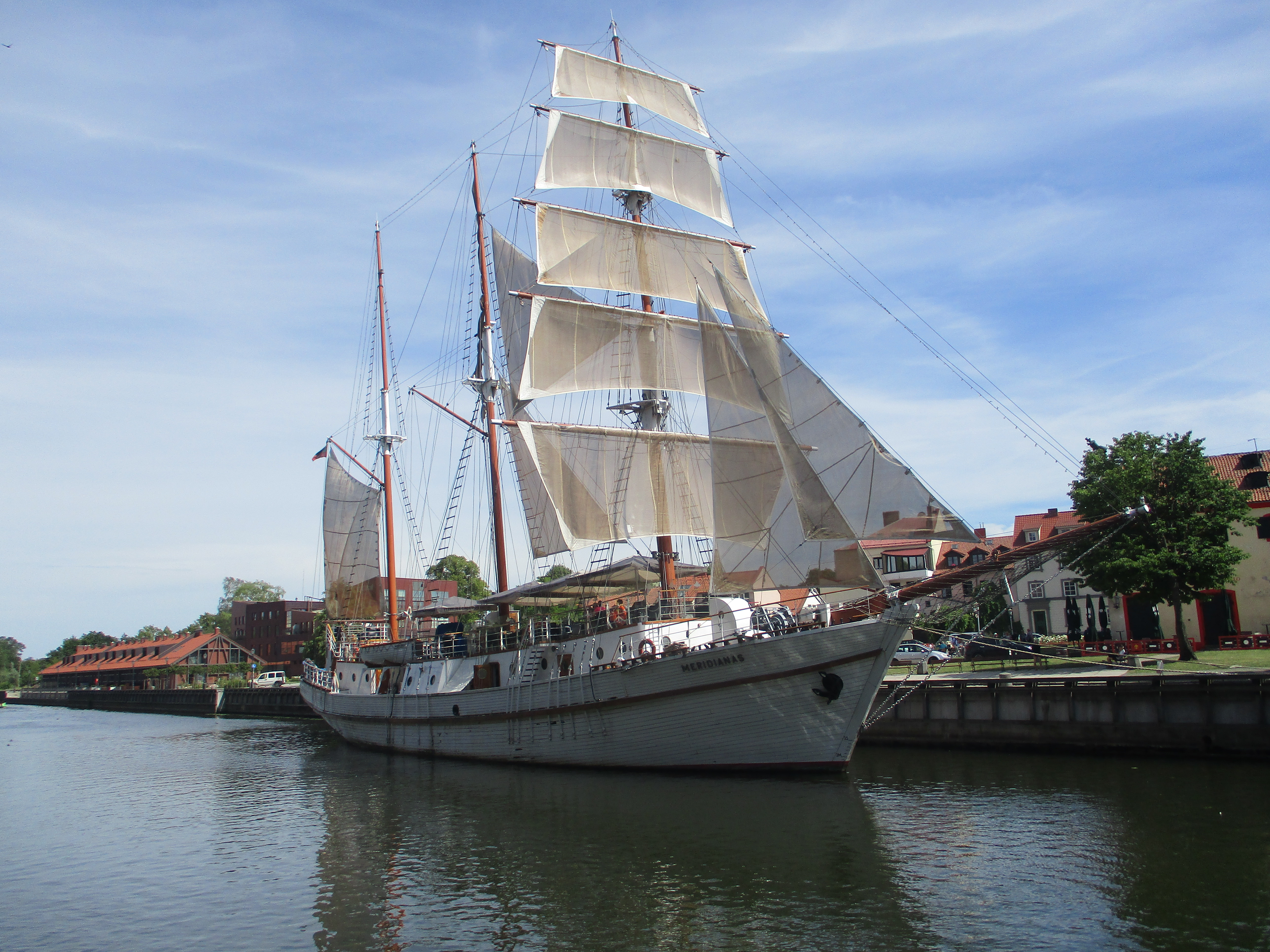
Plachetnice (barkentina) – restaurace „Meridianas“ na řece Danė v Klaipėdě

- Tūbausiai (vzdálenost od ústí 41,2 km, plocha 84,9 ha)
- Padvariai (Kretinga) (34,2 km, 82 ha, založen r. 1981)
- Kretingský (31,4 km, 7,1 ha)
- Bajorų (28 km, 1,5 ha)

Další:
- Chráněná krajinná oblast Grūšlaukė (založena 1992), do ní spadá úsek asi 3 km horního toku řeky Akmeny
- Hradiště (piliakalnis) jménem Kurmaičių piliakalnis na soutoku řek Akmena a Pilsupis
- Mlýn v Kretinze postavený kolem roku 1786
- Most cesty Kretingalė-Smilgynai, postavený roku 1880
- Botanická zahrada v klaipėdské čtvrti Pakrantės sodai (na pravém břehu)
- „Čertův kámen“ (litevsky: Velnio akmuo) (délka: 4 m, šířka: 3,3 m, váží kolem 50 t) na levém břehu řeky Danė, v klaipėdské čtvrti Tauralaukis
- I. přívoz do Smiltynė (na pravém břehu)
- zbytky (základy + sklepení) Klaipėdského hradu (na levém břehu)

## Význam řeky pro Klaipėdu
Na pravém břehu, asi 150 m od ústí do Kuršského zálivu je I. přívoz z Klaipėdy na Kuršskou kosu, do čtvrti Smiltynė. Řeku na území Klaipėdy překlenuje sedm mostů, z toho dva byly po II. světové válce obnoveny v těsné blízkosti původních.

### Historické souvislosti
Podle archeologických nálezů a údajů kartografů (včetně historických) byl vliv řeky Dangė na formování města značný. V převážné části historie – až do konce období před druhou světovou válkou – bylo možno od moře vplout až do středu města. Lodě z Klaipėdy pluly do Anglie, Dánska, Švédska, Jižní Afriky, Kanady, Ameriky. Do centra Klaipėdy připlouvaly po moři náklady soli z Portugalska, vína z Marseille, nejrůznější zboží z oblasti Středozemí. Byly v minulosti doby, kdy za rok 600 lodí připlouvalo, vyskytl se den, kdy z Klaipėdy odplulo 200 lodí. Vůbec největší lodi do řeky nevplouvaly, ale vplouvávaly do ní i zaoceánské lodě.

## Galerie

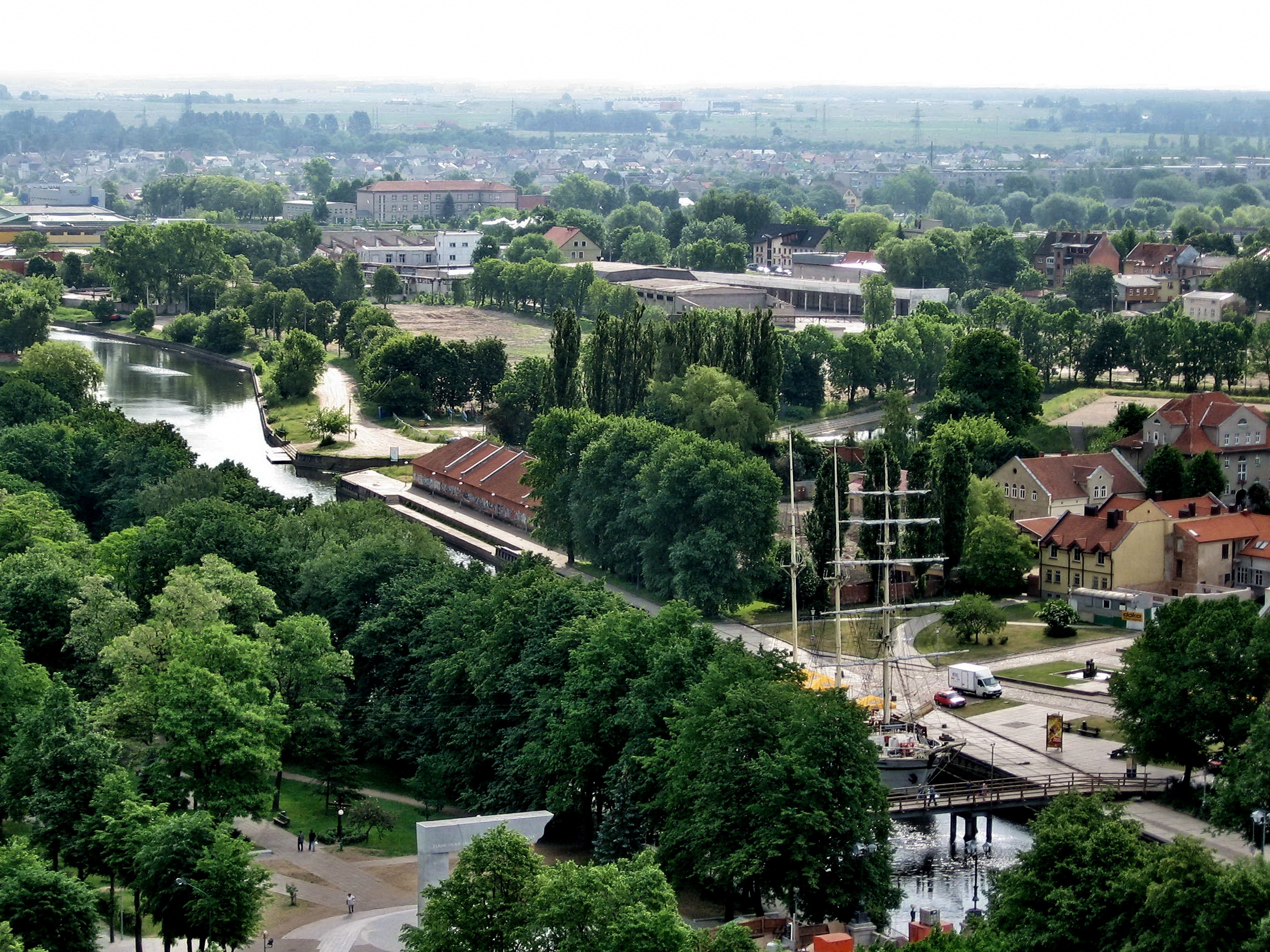
Letecký snímek Danė s provizorní lávkou před mostem „Biržos“ a s plachetnicí „Meridianas“
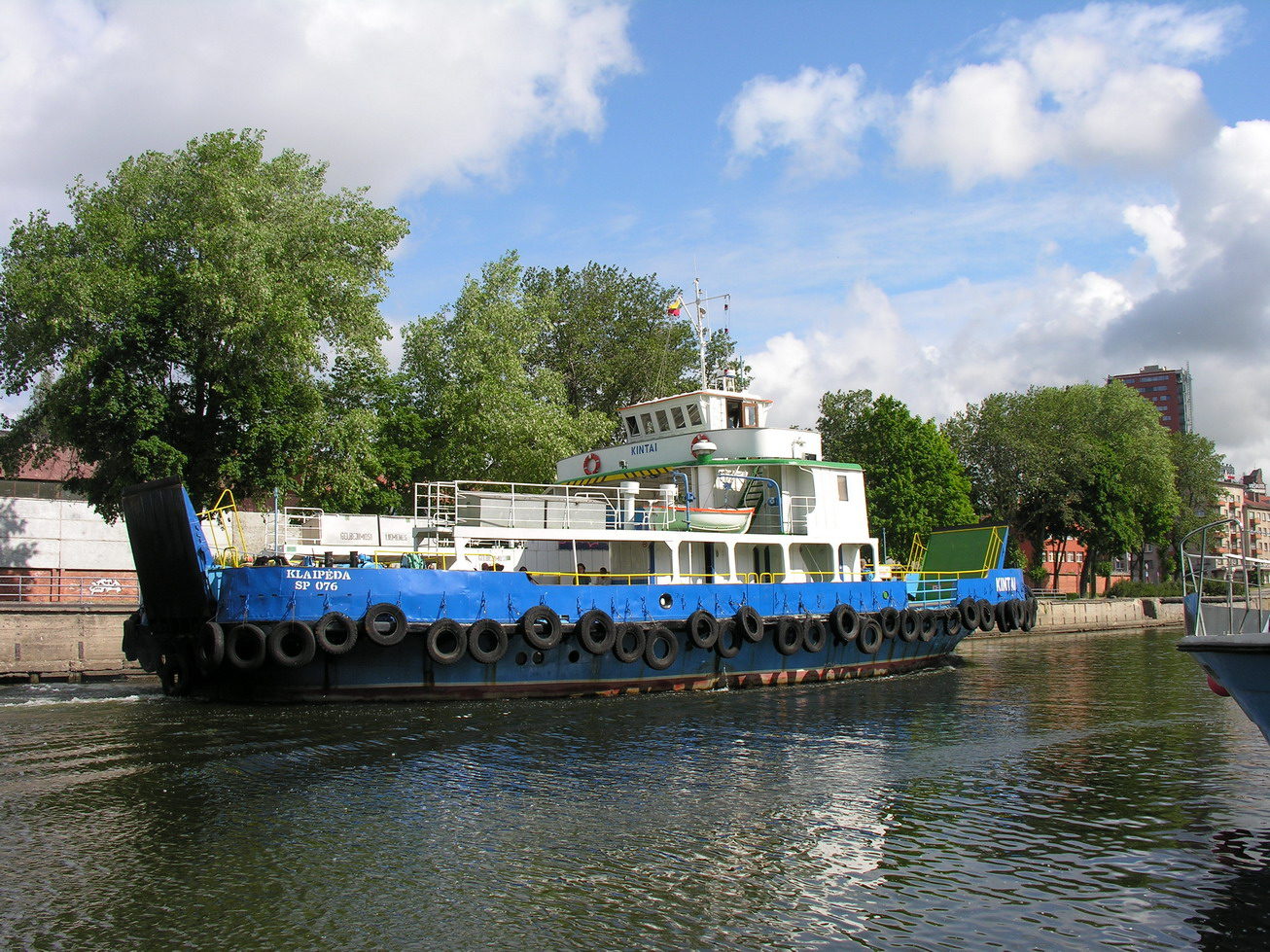
Danė v Klaipėdě, u I. přívozu
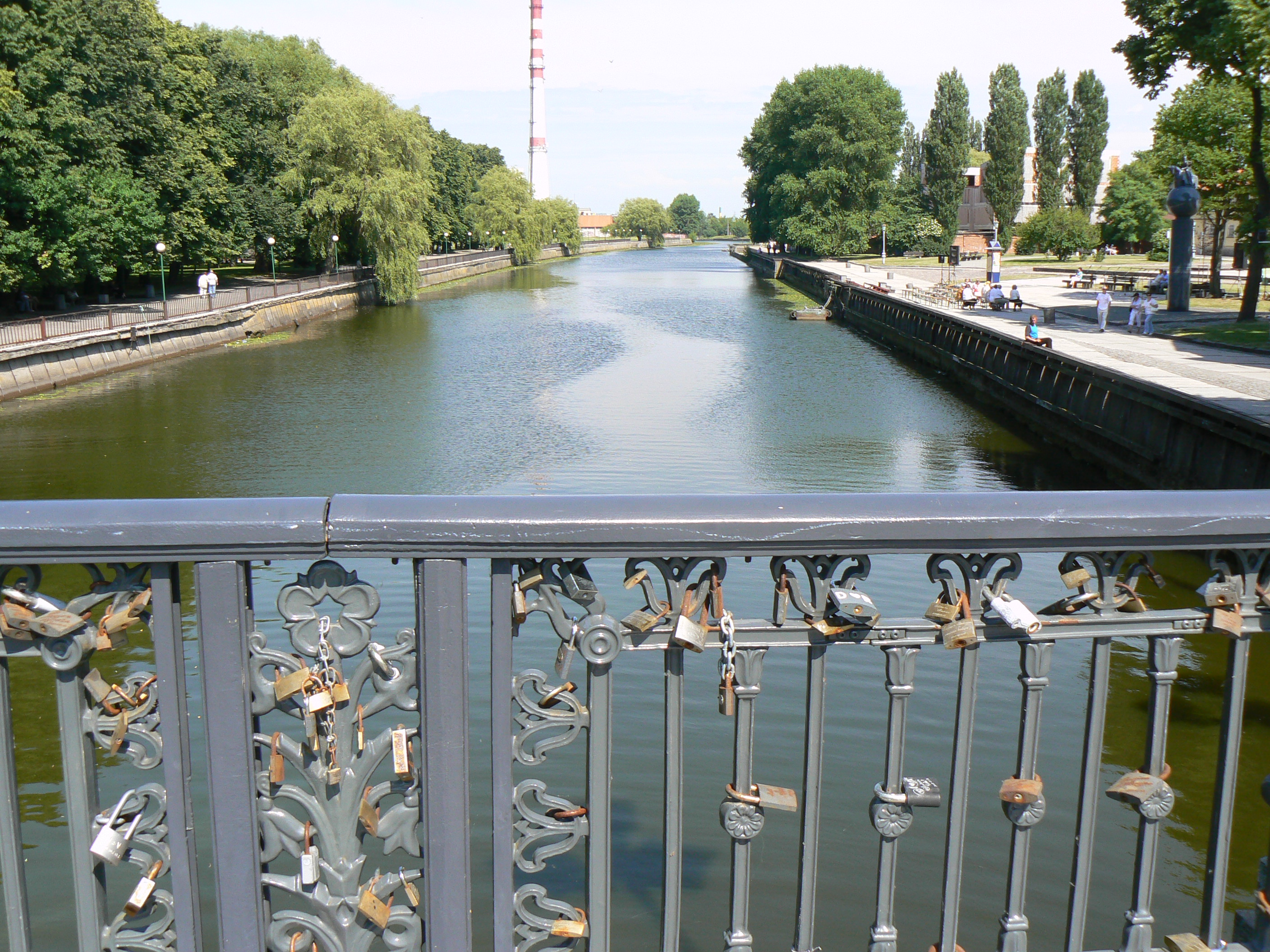
Danė (proti proudu) z mostu Biržos v Klaipėdě
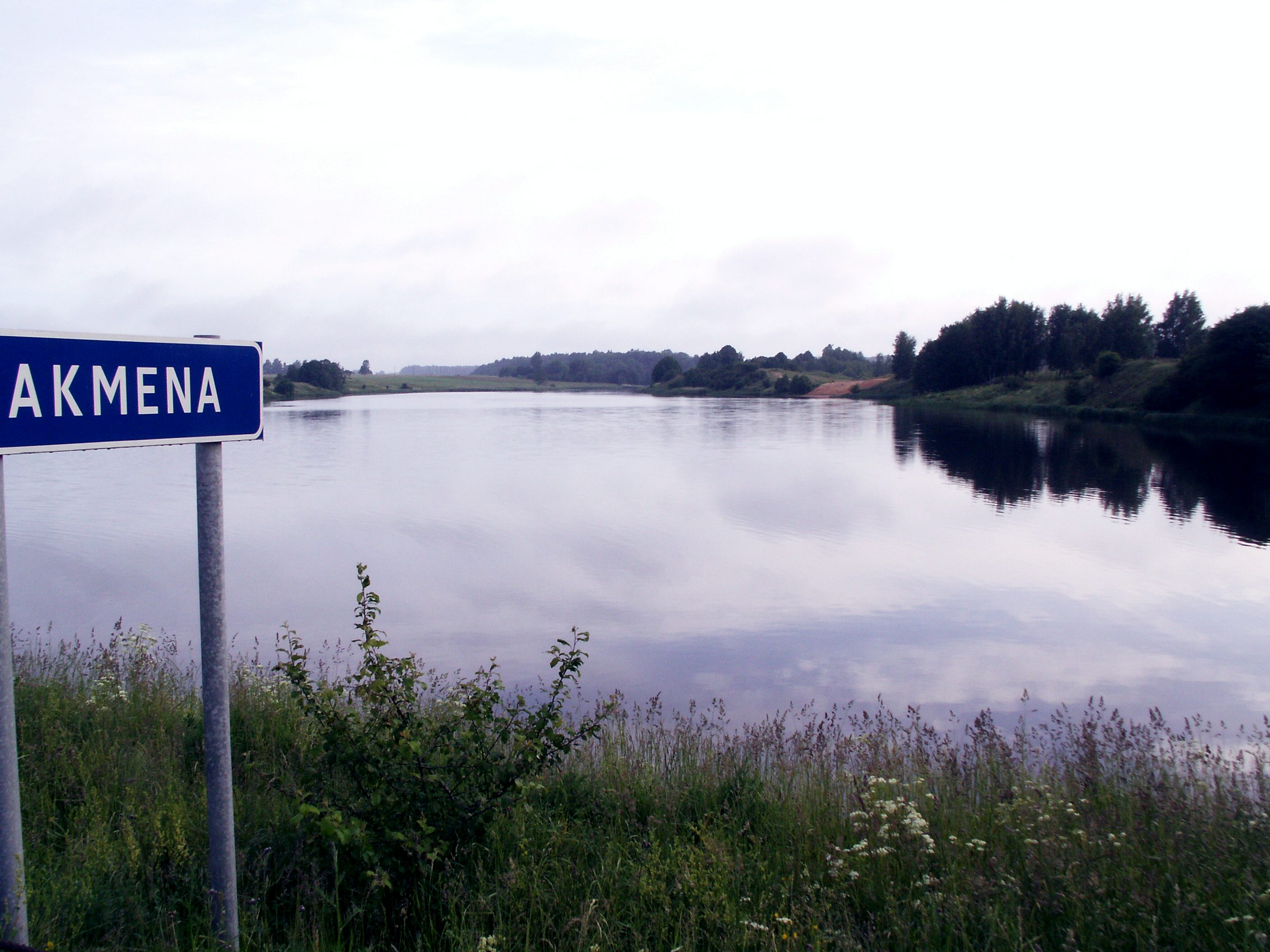
Akmena u vsi Kurmaičiai
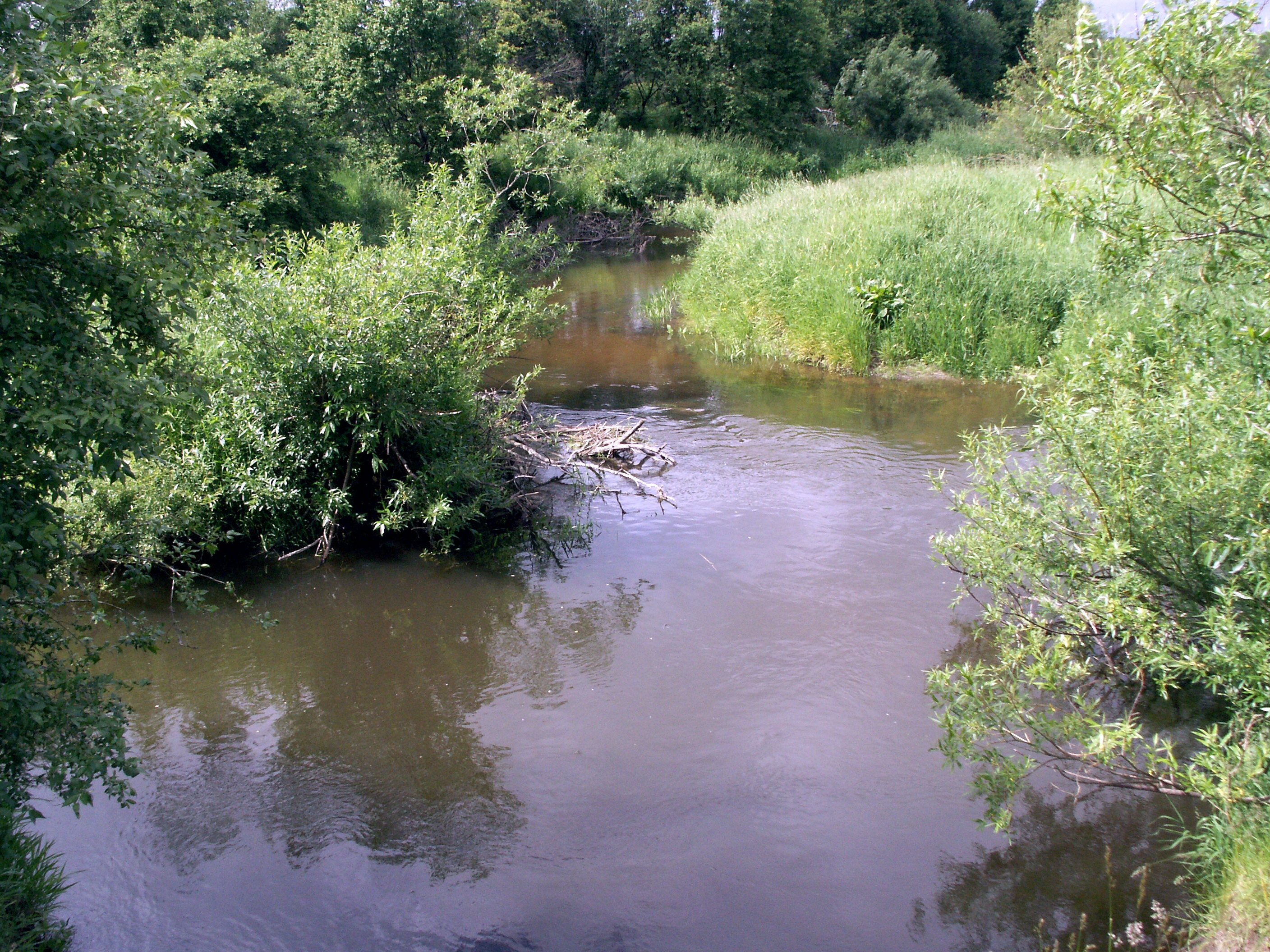
Akmena u vsi Valėnai
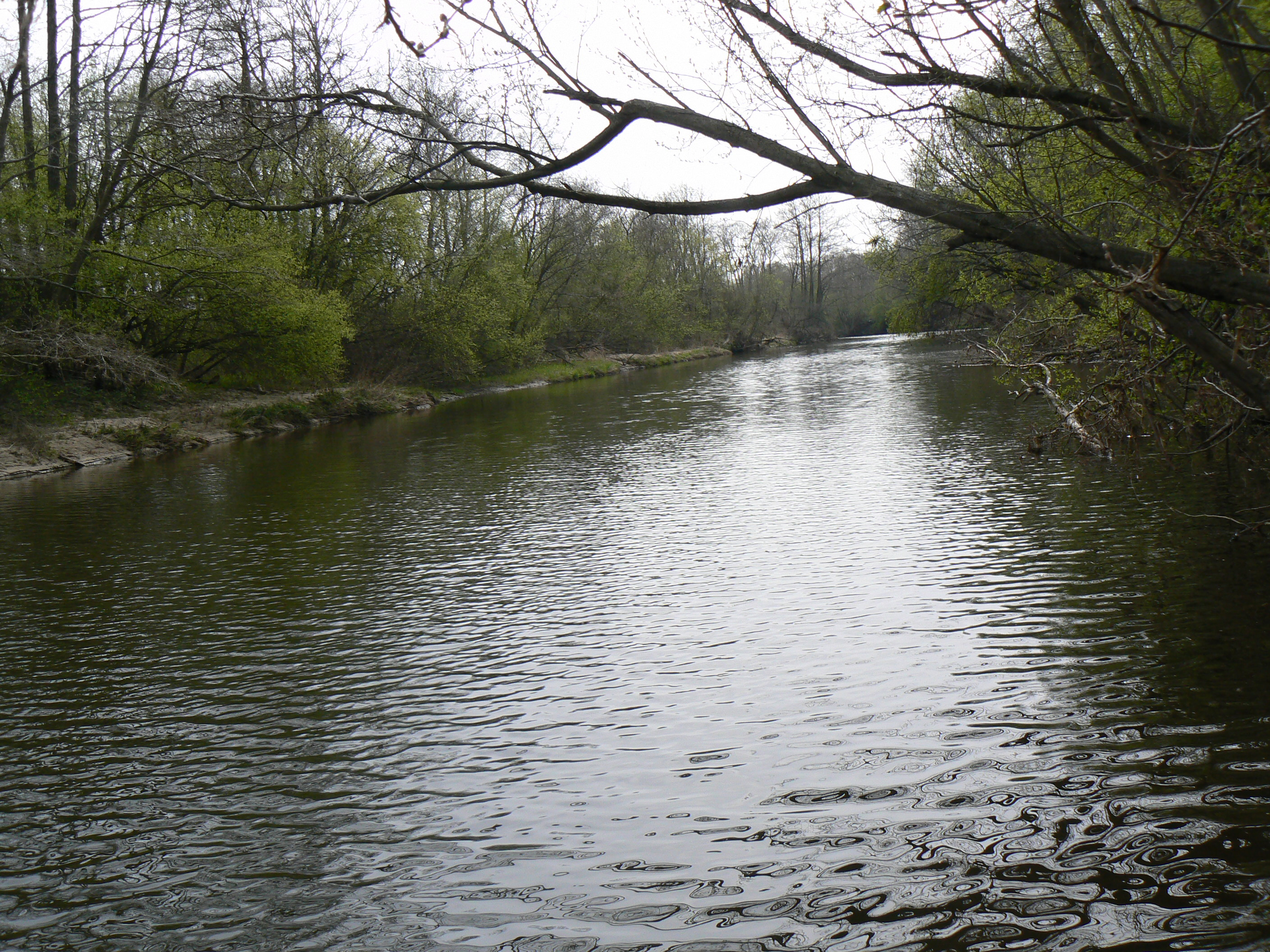
Danė po soutoku s potokem Purmalė
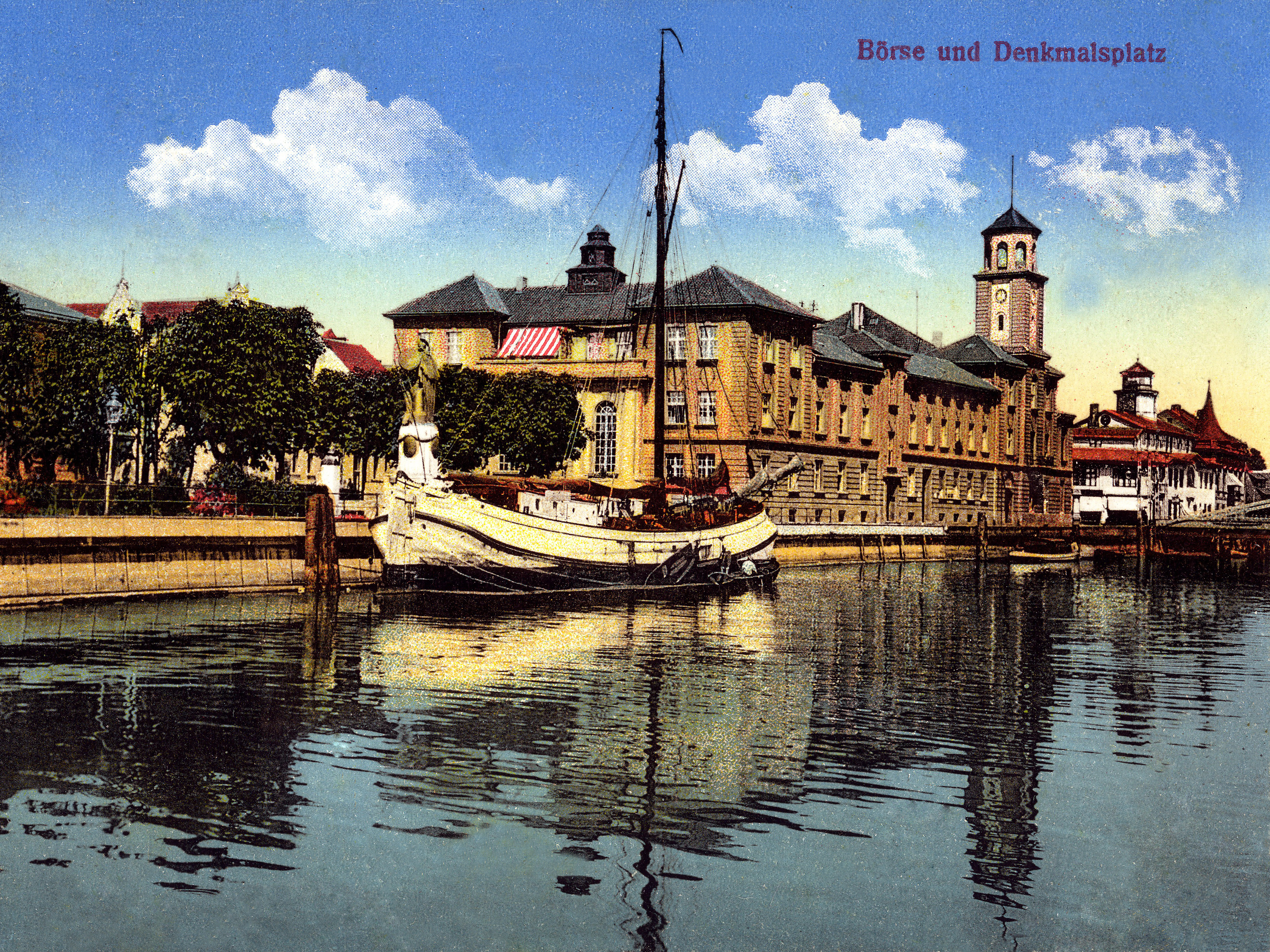
Socha Borussia (dnes je na stejném místě socha rybáře) v Klaipėdě. Pohled přes řeku Danė. Budovy na fotografii (s vyšší věžičkou – pošta, s nižší – Burza) již neexistují, byly zničeny koncem II. svět. války, trosky odklizeny po válce. Mezi dvěma největšími budovami vpravo je patrný okraj mostu Biržos tiltas (Burzovní most). Pohled k východoseverovýchodu
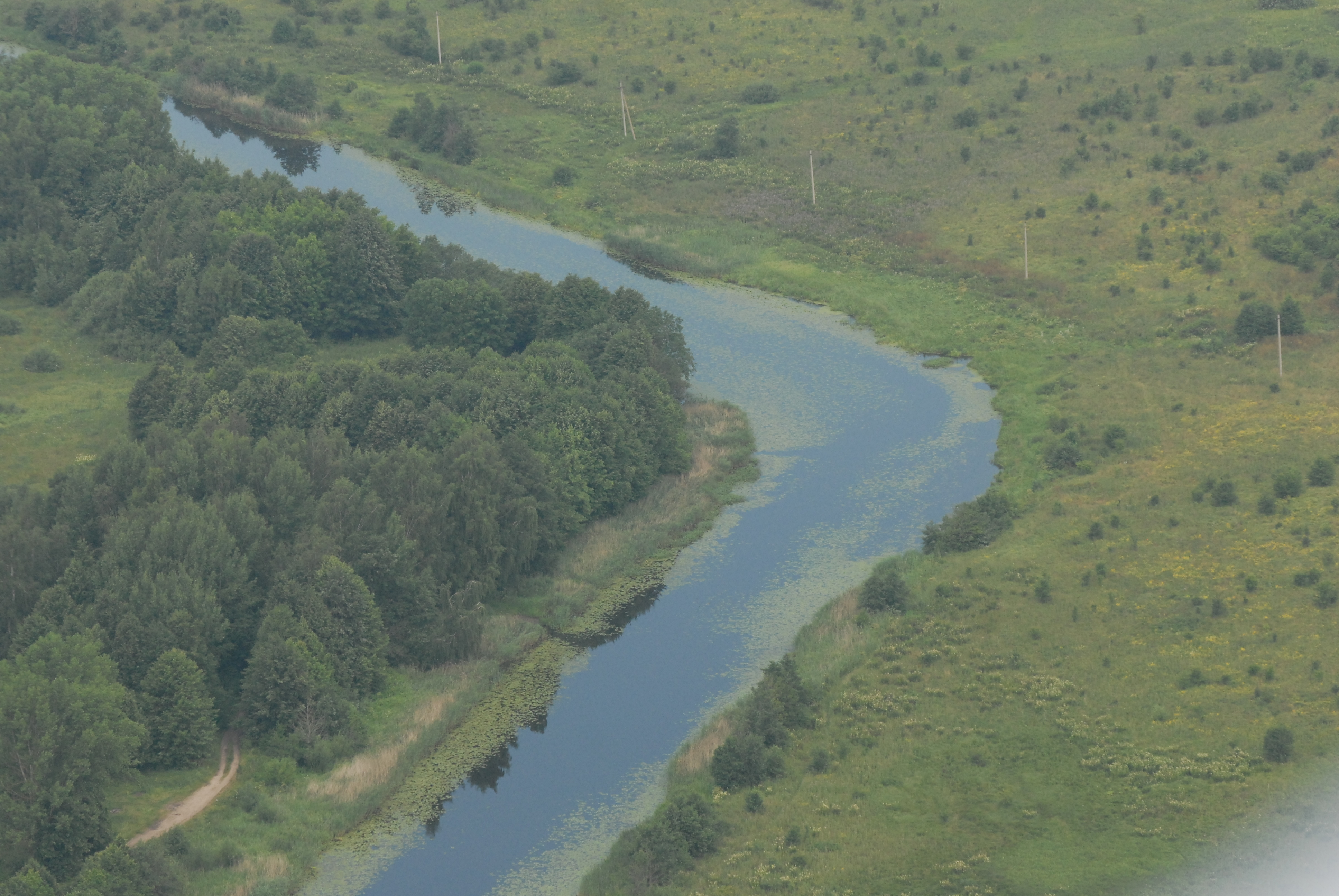
Letecký snímek ohybu Danė u Klaipėdy
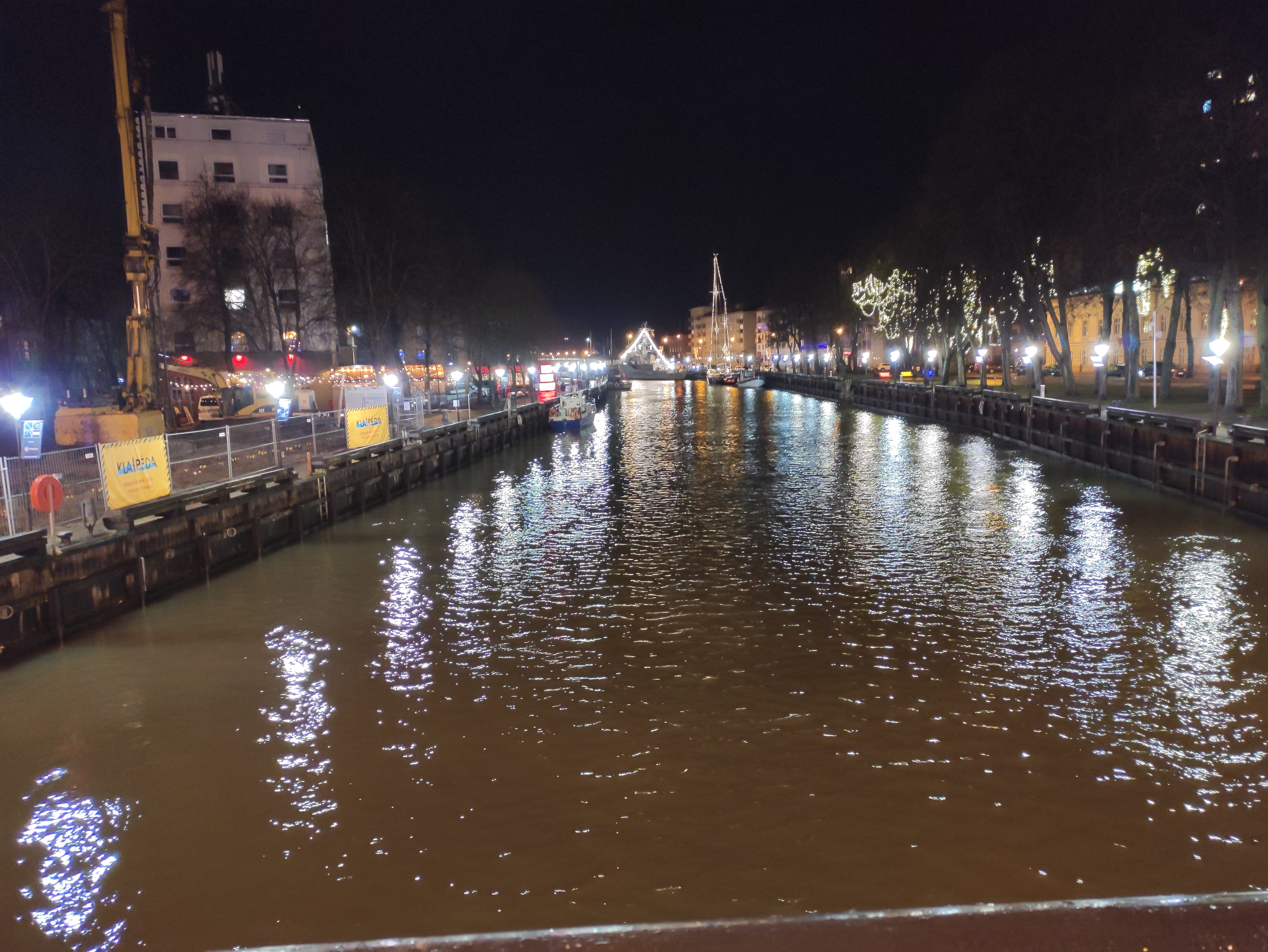
Danė v noční Klaipėdě